# Sven Lodziewski
Sven Lodziewski (* 17. März 1965 in Leipzig) ist leitender Verbandarzt der Deutschen Schwimmmannschaft und ehemaliger deutscher Schwimmer.

## Leben
Lodziewski, dessen Heimatverein der SC Dynamo Berlin war, wurde bei den Europameisterschaften 1987 Europameister über 100 Meter Freistil. Bei den Olympischen Spielen 1988 in Seoul gewann er mit der 4-mal-200-Meter-Freistilstaffel der DDR zusammen mit Uwe Daßler, Thomas Flemming und Steffen Zesner die Silbermedaille. Bei der Weltmeisterschaft 1986 hatte er bereits mit der DDR-Staffel über 4 × 200 Meter Freistil den Titel gewonnen, über 200 Meter Freistil belegte er bei diesen Wettkämpfen den zweiten Platz hinter Michael Groß. Bereits bei den Schwimmweltmeisterschaften 1982 in Guayaquil wurde er Vize-Weltmeister über 400 Meter Freistil.
Für seine sportlichen Erfolge wurde er in der DDR 1984 und 1988 mit dem Vaterländischen Verdienstorden und 1986 mit dem Stern der Völkerfreundschaft ausgezeichnet.
Bei den Schwimmweltmeisterschaften 2001 startete er ein Comeback, als er zusammen mit Stefan Herbst, Torsten Spanneberg und Lars Conrad die Bronzemedaille über 4 × 100 Meter Freistil gewann.
Nach seiner Karriere als Schwimmer wurde Lodziewski Arzt. Seit November 2008 ist er leitender Verbandsarzt im Deutschen Schwimm-Verband. Im DSV-Kompetenzteam von Dirk Lange betreute er die Deutsche Schwimmmannschaft bei den Schwimmweltmeisterschaften 2009 in Rom, bei den Schwimmeuropameisterschaften 2010 in Budapest und bei den Schwimmweltmeisterschaften 2011 in Shanghai. Nach dem Ausscheiden von Dirk Lange aus dem DSV-Kompetenzteam blieb er leitender Verbandarzt und betreute die deutsche Schwimmmannschaft bei den Schwimmeuropameisterschaften 2012 in Budapest und bei den Olympischen Spielen 2012.